# Anguana
Als Anguana (von lat. aqua = Wasser; auch Aguana, Guana, Gana, Eguana, Agana, Enguana) bezeichnet man eine Dämonin aus der ladinischen bzw. romanischsprachigen Mythologie, vgl. Südtiroler Sagen.
Es heißt, dass sie ein Leben lang Unglück bringen sollen, wenn man sie beleidigt. Sie sind zumeist in der Nähe von Quellen und Bächen anzutreffen, weshalb eine Verbindung mit den Nixen nicht ausgeschlossen ist. Sie können sowohl als schöne, junge, attraktive Frauen, als auch als alte, hässliche Frauen mit Ziegenfüßen in Erscheinung treten. Sie weisen Ähnlichkeiten mit den Vilen auf. Vom Wesen her sollen sie gutartig sein und ein Glückssegen ihrerseits soll dieses auch wirklich bewirken.
Angeblich leben sie an Bächen, Quellen oder in Höhlen und waschen Leinen. Auch sollen sie sich nur zur Morgen- und Abenddämmerung blicken lassen. Zuweilen sollen sie auch Ehen mit den Menschen eingehen, ähnlich wie auch die Feen, allerdings darf der Mann dann nicht ihr blondes Haar berühren. Darüber hinaus sollen sie „unendliche Geschenke“ (also Dinge, die nie zu Ende gehen) überreichen.
Am Nonsberg glaubte man, dass sie Hexen oder andersartige Wesen wären, die aber durch das Konzil von Trient gebannt worden seien und deshalb nicht mehr „herumspuken“ könnten.
In der ladinischen Sprache werden sie verkürzt als Gana (Einzahl) oder Ganes (Mehrzahl) bezeichnet. Neben den Ganes gibt es noch die Salvans (Salvangs) als Waldmenschen (von lat. silva ‚Wald‘).